# Municipio di Tiergarten
Il municipio di Tiergarten (in tedesco Rathaus Tiergarten) è un edificio pubblico di Berlino, costruito negli anni trenta del XX secolo per ospitare l’amministrazione del distretto del Tiergarten e successivamente divenuto sede del distretto di Mitte.
L’edificio, sito nel quartiere di Moabit a breve distanza dal parco del Kleiner Tiergarten, è posto sotto tutela monumentale (Denkmalschutz).

## Storia
Nel 1935 l’architetto Richard Ermisch venne incaricato di costruire un palazzo municipale per ospitare gli organi governativi e amministrativi del distretto del Tiergarten, fino ad allora ricavati in spazi di fortuna. Venne prescelta un’area a nord della Turmstraße, compresa fra la Bremer Straße e la Jonasstraße, antistante al mercato coperto Arminius.
Poiché nello stesso anno il governo nazionalsocialista in ossequio al Führerprinzip aveva abolito le assemblee parlamentari a livello locale, il previsto municipio (Rathaus) venne denominato semplicemente "edificio amministrativo" (Verwaltungsgebäude), eliminando dal progetto la sala consiliare e gli spazi di rappresentanza inizialmente previsti.
La costruzione, iniziata nello stesso 1935, procedette rapidamente e venne compiuta l’anno successivo. Dopo la seconda guerra mondiale, con il ripristino delle assemblee elettive, fu necessario ampliare l’edificio costruendo una sala per il consiglio distrettuale: essa, posta nella corte posteriore, fu costruita dal 1952 al 1953 su progetto di Franz Rogge. Dal 2001, in seguito all’inglobamento del distretto del Tiergarten nel nuovo distretto di Mitte, l’edificio ospita l'ufficio del sindaco distrettuale di Mitte.

## Caratteristiche
L’edificio, che occupa un intero isolato, ha pianta in forma di “H”, con un corpo centrale che si affaccia su una corte d’onore anteriore posta a sud, e che delimita verso nord un cortile posteriore. La facciata principale è disegnata simmetricamente intorno all’ingresso principale, riparato da un portico e dominato da un’alta torre; l’edificio conta 5 piani, chiusi superiormente da un tetto fortemente inclinato.
Lo stile dell’edificio combina elementi dell’architettura tradizionale con altri di spirito modernista: si veda ad esempio la facciata principale, scandita da finestre prive di decorazioni monumentali, ma ripetute e inserite in una rigida simmetria d’insieme; o il tetto, di aspetto tradizionale e monumentale, in contrasto con le forme leggere e innovative della torre. Anche gli interni si caratterizzano per l’ambivalenza fra tradizione e modernità: alle pareti rivestite in pietra o in travertino si alternano lunghe vetrature che rendono gli ambienti luminosi.
In generale, pur nelle sue dimensioni relativamente modeste, l’edificio risulta rappresentativo dello stile architettonico precedente l’opera di Albert Speer, e privo della monumentalità teatrale tipicamente associata all'architettura del Nazionalsocialismo.

### Fonti
- (DE) Wolfgang Schäche, Architektur und Städtebau in Berlin zwischen 1933 und 1945, Berlino, Gebr. Mann Verlag, 1991,  pp. 315-318, ISBN 3-7861-1178-2.
- (DE) Matthias Donath, Architektur in Berlin 1933–1945. Ein Stadtführer, 1ª ed., Berlino, Lukas Verlag für Kunst- und Geistesgeschichte, 2004,  pp. 93-95, ISBN 3-936872-26-0.

### Testi di approfondimento
- (DE) Hellmut Delius, Entwurf zum Bezirksverwaltungsgebäude Tiergarten, Berlin, in Bauamt und Gemeindebau, vol. 17, 1935,  p. 271.
- (DE) Feierliche Grundsteinlegung des Rathausbaues für den Bezirk Tiergarten, in Bauen – Siedeln – Wohnen, vol. 15, 1935,  p. 392.
- (DE) Otto Riedrich, Welche Bauaufgaben stehen der Stadt Berlin hervor?, in Die Bauzeitung, vol. 47, 1937,  pp. 381 ss.
- (DE) Irmgard Wirth (a cura di), Die Bauwerke und Kunstdenkmäler von Berlin. Bezirk Tiergarten, Berlino (Ovest), 1955,  pp. 70 ss.
- (DE) Berlin und seine Bauten. Teil III. Bauwerke für Regierung und Verwaltung, Berlino (Ovest) / Monaco di Baviera, 1966,  pp. 23, 56.
- (DE) Eberhard-Günther Ermisch e Klaus Konrad Weber, Richard Ermisch – Portrait eines Baumeisters, Berlino (Ovest) / Monaco di Baviera / Düsseldorf, 1971,  p. 44.